# Équipe du Portugal de football au Championnat d'Europe 1984
L'équipe du Portugal de football participe à sa 1er phase finale de championnat d'Europe lors de l'édition 1984 qui se tient en France du 12 juin 1984 au 27 juin 1984.
Le Portugal se classe deuxième du groupe 2 derrière l'Espagne au premier tour puis rencontre la France en demi-finale. Les Portugais parviennent à accrocher les Français (1-1 dans le temps règlementaire). En prolongation, Rui Jordão donne l'avantage au Portugal 2-1. L'équipe portugaise craque cependant en toute fin de rencontre, concédant d'abord l'égalisation par Jean-François Domergue à six minutes du terme puis le but de la victoire française par Michel Platini à une minute de la fin (2-3). L'aventure du Portugal s'arrête au stade des demi-finales.
À titre individuel, Fernando Chalana et João Pinto font partie de l'équipe-type du tournoi.

## Phase qualificative
La phase qualificative est composée de quatre groupes de cinq nations et trois groupes de quatre nations. Les sept vainqueurs de poule se qualifient pour l'Euro 1984 et ils accompagnent la France, qualifiée d'office en tant que pays organisateur. Les Portugais remportent le groupe 2.
| Rang | Équipe           | Pts | J | G | N | P | Bp | Bc | Diff |  | Résultats (▼ dom., ► ext.) |     |     |     |     |
| ---- | ---------------- | --- | - | - | - | - | -- | -- | ---- |  | -------------------------- | --- | --- | --- | --- |
| 1    | Portugal         | 10  | 6 | 5 | 0 | 1 | 11 | 6  | +5   |  | Portugal                   |     | 1-0 | 2-1 | 5-0 |
| 2    | Union soviétique | 9   | 6 | 4 | 1 | 1 | 11 | 2  | +9   |  | Union soviétique           | 5-0 |     | 2-0 | 2-0 |
| 3    | Pologne          | 4   | 6 | 1 | 2 | 3 | 6  | 9  | -3   |  | Pologne                    | 0-1 | 1-1 |     | 1-1 |
| 4    | Finlande         | 1   | 6 | 0 | 1 | 5 | 3  | 14 | -11  |  | Finlande                   | 0-2 | 0-1 | 2-3 |     |

## Phase finale

### Premier tour
| Groupe 2 |                      |     |   |   |   |   |    |    |      |
|          | Équipe               | Pts | J | G | N | P | BP | BC | Diff |
| 1        | Espagne              | 4   | 3 | 1 | 2 | 0 | 3  | 2  | +1   |
| 2        | Portugal             | 4   | 3 | 1 | 2 | 0 | 2  | 1  | +1   |
| 3        | Allemagne de l'Ouest | 3   | 3 | 1 | 1 | 1 | 2  | 2  | 0    |
| 4        | Roumanie             | 1   | 3 | 0 | 1 | 2 | 2  | 4  | -2   |

| 14 juin | Allemagne de l'Ouest | 0 | 0 | Portugal |
| 14 juin | Roumanie             | 1 | 1 | Espagne  |
| 17 juin | Allemagne de l'Ouest | 2 | 1 | Roumanie |
| 17 juin | Portugal             | 1 | 1 | Espagne  |
| 20 juin | Allemagne de l'Ouest | 0 | 1 | Espagne  |
| 20 juin | Portugal             | 1 | 0 | Roumanie |

| 14 juin 1984                      | Portugal | 0 – 0   | Allemagne de l'Ouest | Stade de la Meinau, Strasbourg                    |                                                   |
| 17:15 · Historique des rencontres |          | (0 – 0) |                      | Spectateurs : 47 950 Arbitrage : Romualdas Yushka | Spectateurs : 47 950 Arbitrage : Romualdas Yushka |
| 17:15 · Historique des rencontres | Rapport  |         |                      | Spectateurs : 47 950 Arbitrage : Romualdas Yushka | Spectateurs : 47 950 Arbitrage : Romualdas Yushka |

| 17 juin 1984                      | Espagne        | 1 – 1   | Portugal           | Stade Vélodrome, Marseille                      |                                                 |
| 20:30 · Historique des rencontres | 73e Santillana | (0 – 0) | Gomes de Sousa 52e | Spectateurs : 30 000 Arbitrage : Michel Vautrot | Spectateurs : 30 000 Arbitrage : Michel Vautrot |
| 20:30 · Historique des rencontres | Rapport        |         |                    | Spectateurs : 30 000 Arbitrage : Michel Vautrot | Spectateurs : 30 000 Arbitrage : Michel Vautrot |

| 20 juin 1984                      | Portugal | 1 – 0   | Roumanie | Stade de la Beaujoire, Nantes                  |                                                |
| 20:30 · Historique des rencontres | 81e Nené | (0 – 0) |          | Spectateurs : 24 266 Arbitrage : Heinz Fahnler | Spectateurs : 24 266 Arbitrage : Heinz Fahnler |
| 20:30 · Historique des rencontres | Rapport  |         |          | Spectateurs : 24 266 Arbitrage : Heinz Fahnler | Spectateurs : 24 266 Arbitrage : Heinz Fahnler |

### Demi-finale
| ·               |
| Sélectionneur : |
| M.Hidalgo       |

| ·               |
| Sélectionneur : |
| F.Cabrita       |

| ·               |
| Sélectionneur : |
| M.Hidalgo       |

| ·               |
| Sélectionneur : |
| F.Cabrita       |

## Effectif
Sélectionneur : Fernando Cabrita
| No. | Pos.      | Joueur               | Date de naissance et âge | Sélec. | Club              |
| --- | --------- | -------------------- | ------------------------ | ------ | ----------------- |
| 1   | Gardien   | Manuel Bento         | 25 juin 1948             |        | Benfica Lisbonne  |
| 2   | Attaquant | Nené                 | 20 novembre 1949         |        | Benfica Lisbonne  |
| 3   | Attaquant | Rui Jordão           | 9 août 1952              |        | Sporting Lisbonne |
| 4   | Milieu    | Fernando Chalana     | 10 février 1959          |        | Benfica Lisbonne  |
| 5   | Milieu    | Vermelhinho          | 9 mars 1959              |        | FC Porto          |
| 6   | Attaquant | Fernando Gomes       | 22 novembre 1956         |        | FC Porto          |
| 7   | Milieu    | Carlos Manuel        | 15 janvier 1958          |        | Benfica Lisbonne  |
| 8   | Défenseur | António Veloso       | 31 janvier 1957          |        | Benfica Lisbonne  |
| 9   | Défenseur | João Pinto           | 21 novembre 1961         |        | FC Porto          |
| 10  | Défenseur | António Lima Pereira | 1er février 1952         |        | FC Porto          |
| 11  | Défenseur | Eurico Gomes         | 29 septembre 1955        |        | FC Porto          |
| 12  | Gardien   | Jorge Martins        | 12 août 1954             |        | Vitória Setúbal   |
| 13  | Milieu    | António Sousa        | 28 avril 1957            |        | FC Porto          |
| 14  | Milieu    | António Frasco       | 16 janvier 1955          |        | FC Porto          |
| 15  | Milieu    | Jaime Pacheco        | 22 juillet 1958          |        | FC Porto          |
| 16  | Milieu    | António Bastos Lopes | 19 novembre 1953         |        | Benfica Lisbonne  |
| 17  | Défenseur | Álvaro               | 3 janvier 1961           |        | Benfica Lisbonne  |
| 18  | Défenseur | Eduardo Luís         | 6 janvier 1955           |        | FC Porto          |
| 19  | Attaquant | Diamantino Miranda   | 3 août 1959              |        | Benfica Lisbonne  |
| 20  | Gardien   | Vítor Damas          | 8 octobre 1947           |        | Portimonense SC   |

## Navigation